# カプサイシン
カプサイシン (capsaicin) はアルカロイドのうちカプサイシノイドと呼ばれる化合物のひとつ。部分構造にバニリン由来のバニリル基を持つために、バニロイド類にも属す。唐辛子の辛味をもたらす主成分で、辛味の指標であるスコヴィル値における基準物質。化合物名はトウガラシ属の学名Capsicum に因む。

## 特性
脂溶性の無色の結晶で、アルコールには溶けやすいが冷水にはほとんど溶けない。摂取すると受容体活性化チャネルのひとつであるTRPV1を刺激し、温度は実際には上昇しないものの激しい灼熱感をひきおこす。この機構はメントールによる冷刺激と同様である。また、痛覚神経を刺激し、局所刺激作用あるいは辛味を感じさせる。体内に吸収されたカプサイシンは、脳に運ばれて内臓感覚神経に働き、副腎のアドレナリンの分泌を活発にさせ、発汗及び強心作用を促す。ワサビ、カラシの辛み成分アリルイソチオシアネートとは風味が異なる。
カプサイシンは抗酸化作用を有する。
カプサイシンの受容体を持つのは哺乳類や昆虫であり、これらはカプサイシンを含むトウガラシを食べるのを避けるが、鳥類の受容体にはカプサイシンが反応しないため、鳥類はトウガラシを辛いとは感じず食べることができる。さらに食べ物を咀嚼する哺乳類に対し、鳥類は食べ物を丸のみにするため、種が潰されない鳥類に食べられるほうが種の生存率が上がると考えられている。

### 毒性
- マウス実験における LD50（半数致死量）は、経口 LD5047.2mg/kg、皮膚 LD50 512mg/kg、カプサイシン単体の発がん性は不明である。一方、他の物質と同時に摂取するなどで癌発生を促進する可能性を示す研究がある[4]。しかし、がん細胞のアポトーシスを誘導するとする研究も報告されている[5]。
- 唐辛子の大食いに挑んだ男性が、カプサイシンの作用で可逆性の脳血管攣縮を起こして倒れた事例が報告されている[6]。

## 歴史
本化合物は1816年、Christian Friedrich Bucholz（1770年 - 1818年）によって（純粋でない形ではあるが）初めて抽出された。Bucholzはこれをトウガラシ属の学名 Capcisumから「capsicin」と呼んだ。カプサイシンをほぼ純粋な形で抽出したJohn Clough Thresh（1850年 - 1932年）は、1876年に「capsaicin」と命名した。しかし1898年、カプサイシンを純粋な形で初めて単離したのはKarl Mickoである。カプサイシンの実験式（化学組成）は、1919年、E. K. Nelsonによって初めて決定された。Nelsonはまたカプサイシンの化学構造を部分的に推定した。カプサイシンは1930年に、E. SpathとS. F. Darlingによって初めて合成された。1961年、日本人化学者の小菅貞良と稲垣幸男が類似物質をトウガラシから単離し、カプサイシノイド類と命名した。
ドイツ人薬理学者ルドルフ・ブーフハイム（1820年 - 1879年）は1873年に、ハンガリー人医師Endre Hőgyesは1878年に、"capsicol"（ある程度精製したカプサイシン）が粘膜に接触すると焼けるような感覚を引き起こし、胃液の分泌を増加させる、と記している。
1997年、カプサイシンを使った実験によりTRPV1を発見したデヴィッド・ジュリアスは2021年にノーベル生理学・医学賞を受賞した。

## カプサイシノイド類
カプサイシンはトウガラシ中の主要なカプサイシノイドである。その他にはジヒドロカプサイシンがある。これらの2つの化合物は量の少ないノルジヒドロカプサイシン、ホモジヒドロカプサイシン、ホモカプサイシンよりも味および感覚が2倍程強い。純粋なカプサイシノイド類の希薄溶液は異なる種類の辛味を生む。しかしながら、これらの差異はより濃い溶液では見られない。
カプサイシンはトウガラシの房室間隔壁において、バニリルアミンに分岐鎖脂肪酸を付加することで合成されていると考えられている。具体的に、カプサイシンはバニリルアミンと8-メチル-6-ノネノイル-CoAから作られる。
生合成は、Pun1遺伝子座に座乗し、推定アシルトランスフェラーゼをコードしているAT3遺伝子に依存している。
6種の天然カプサイシノイド類に加えて、一つの合成カプサイシノイドがある。ノナン酸バニリルアミド (VNA, PAVA) が、カプサイシノイド類の相対的辛味を決定する基準物質として用いられる。
| 名称                     | 略称 | 典型的な相対量 | スコヴィル値 | 化学構造                                   |
| ------------------------ | ---- | -------------- | ------------ | ------------------------------------------ |
| カプサイシン             | C    | 69%            | 16,000,000   | Chemical structure of capsaicin            |
| ジヒドロカプサイシン     | DHC  | 22%            | 16,000,000   | Chemical structure of dihydrocapsaicin     |
| ノルジヒドロカプサイシン | NDHC | 7%             | 09,100,000   | Chemical structure of nordihydrocapsaicin  |
| ホモジヒドロカプサイシン | HDHC | 1%             | 08,600,000   | Chemical structure of homodihydrocapsaicin |
| ホモカプサイシン         | HC   | 1%             | 08,600,000   | Chemical structure of homocapsaicin        |
| ノニバミド               | PAVA |                | 09,200,000   | Chemical structure of nonivamide           |

## 利用

### 医薬品
TRPV1のアゴニスト（最も強力なアゴニストはレシニフェラトキシン：resiniferatoxin ：RTX）であるカプサイシンで当該受容体を刺激すると痛覚神経は脱感作され、痛み刺激の伝達が抑制され痛みを感じにくくなることが知られている。この作用機序を利用して帯状疱疹後に発生する疼痛治療や糖尿病性神経障害による痛みの改善にカプサイシンクリームが臨床で使用されているが、一日数回の塗布が必要なことに加え、塗布直後の焼け付くような痛みの副作用が知られている。この問題を解決できる可能性が高い鎮痛薬、若しくは炎症性疼痛から神経因性疼痛まで様々な痛みを改善する鎮痛薬としてTRPV1アンタゴニストの創薬研究・臨床開発が1997年以降多くの製薬会社でおこなわれている。実際、カプサイシン受容体と強力に結合するレシニフェラトキシンを修飾したヨードレシニフェラトキシン(I-RTX)はカプサイシン受容体のアンタゴニストとして作用する。実験用試薬としては他に、カプサイゼピンやルテニウムレッドなどが有名。臨床応用を目指したアンタゴニストとしてはSB-366791や SB-705498, SB-750364, A-425619などが開発されている。
また、カプサイシン単体ではないものの、トウガラシチンキとして湿布や外用消炎鎮痛剤等の外用薬に使用される。

### 医学品以外
- 体脂肪を燃やすなどのダイエット効果、健康増進効果があると俗に言われているが、国立健康・栄養研究所によれば、経口摂取によるカプサイシンの有効性に関して、ヒトでの信頼できるデータはあるが効果の報告に矛盾があり十分ではない[32]。
- 催涙スプレーやトウガラシ忌避剤[33]の成分にされ、対人、対獣の防御用などに用いられる。浴びると皮膚や粘膜がひりひりとした痛みを感じたり、咳や涙が止まらなくなったりする。
- 誤嚥性肺炎の防止に高齢者の嚥下反射の障害を改善させる方法の一つ[34]として、カプサイシン（唐辛子成分）入りトローチを用いることがある。
- 金魚や熱帯魚が罹患する病気の1つである白点病にカプサイシンが効用があるとされ、ふんだんにカプサイシンを含んだ鷹の爪を用いた治療法は、専門的な薬品の投与以外での有効な治療法の1つであるとされる。しかし初期、中期程度までは効用が見られるものの、末期症状にまで効用を見せるほど強い効果があるわけではなく、また即効性もないため、治療というよりは予防に効果があるとされる。